# Danh sách chương trình gốc của HBO
Đây là danh sách các chương trình truyền hình HBO tự sản xuất hoặc hợp tác sản xuất từ trước đến nay.

## Chương trình hiện tại

### Chính kịch
- Westworld (2016)
- Succession (2018)
- Gentleman Jack (2019)[a]
- Euphoria (2019)
- His Dark Materials (2019)[a]
- Perry Mason (2020)
- Industry (2020)[b]
- The Nevers (2021)
- In Treatment (2008–10; 2021)

### Hài
- Curb Your Enthusiasm (2000)
- Barry (2018)
- Random Acts of Flyness (2018)
- Los Espookys (2019)
- A Black Lady Sketch Show (2019)
- The Righteous Gemstones (2019)
- Avenue 5 (2020)[c]

### Không nói tiếng Anh
- My Brilliant Friend (2018)[d]

### Tuyển tập
- The White Lotus (2021)

### Không có bản viết sẵn

#### Thực tế
- We're Here (2020)
- Chillin Island (2021)

#### Tạp kĩ
- Real Time with Bill Maher (2003)
- Last Week Tonight with John Oliver (2014)
- Pause with Sam Jay (2021)

#### Thể thao
- Real Sports with Bryant Gumbel (1995)
- Hard Knocks (2001)
- The Shop (2018)
- Back on the Record with Bob Costas (2021)

## Chương trình sắp tới

### Chính kịch
- The Gilded Age (24 tháng 1 năm 2022)[1][2]
- Winning Time (tháng 3 năm 2022)[3]
- The Time Traveler's Wife (2022)[4]
- House of the Dragon (2022)[5]
- The Last of Us (2022)[6][7][8]
- Demimonde (TBA)[9]
- Get Millie Black (TBA)[10]
- The Idol (TBA)[11][12]
- The Sympathizer (TBA)[13]

### Hài
- Somebody Somewhere (16 tháng 1 năm 2022)[14][15][16]
- The Baby (2022)[e][17]
- The Rehearsal (TBA)[18]

### Phim ngắn tập
- The White House Plumbers (2022)[19][20]
- We Own This City (2022)[20][21]
- Gorilla and the Bird (TBA)[22]
- Irma Vep (TBA)[23]
- The Son (TBA)[24]

### Không có bản viết sẵn

#### Thể thao
- Game Theory With Bomani Jones (2022)[27]

### Đang phát triển

#### Chính kịch
- 10,000 Ships[28]
- 9 Voyages[28]
- Ascension[29][30]
- Asunda[31]
- The Big D[32]
- Blood Sugar[33]
- Fledgling[34]
- Gang's All Queer[35]
- The Hater[36]
- Hellraiser[37]
- Invisible Life[38]
- The Last One Left[39]
- Loner[40]
- Luster[41]
- Ohio[42]
- Queens[43]
- Roadmarks[44]
- Sphere[45]
- The Stationery Shop[46]
- Tales of Dunk and Egg[47][48]
- True Blood[49]
- Untitled Ivanka Trump series[50]
- Untitled Michael Imperioli series[51]
- White Rabbit, Red Wolf[52]
- Who Fears Death[53][54]

#### Hài
- Blood Sugar[55]
- Counterfeit[56]
- If You Lived With Me You'd Be Home By Now[57]
- Nice White Parents[58]
- Pride[59]
- Tre Cnt[60]
- Dự án chưa có tên của Chris Kelly/Sarah Schneider[61]
- Dự án chưa có tên của David Spade[62]
- Dự án chưa có tên của Prentice Penny/Janine Nabers[63]
- Dự án chưa có tên của Ricky Velez[64]
- Dự án chưa có tên của Sugar Baby[65]

#### Phim ngắn tập
- Black Flags[66]
- Cutblock[67]
- The Fact of a Body[68]
- Lake Success[69]
- Londongrad[70]
- Mob Queens[71]
- Parasite[72]
- Poisonwood Bible[73]
- Rise And Kill First[74]
- Say Their Names[75]
- Serial[76]
- A Time for Mercy[77]
- Unruly[78]
- Dự án chưa có tên của Charles Randolph[79][80]
- Dự án chưa có tên của SpaceX[81]
- Valentine[82]
- The Vanishing Half[83]

## Chương trình trước đây
Đây là danh sách các chương trình đã xuất hiện trên kênh HBO trong quá khứ. Một số chương trình này có thể vẫn được cung cấp đối với các người dùng đăng ký dịch vụ video theo yêu cầu của HBO.

### Chính kịch
| Tiêu đề                     | Phát sóng đầu | Phát sóng cuối | Ghi chú                               |
| --------------------------- | ------------- | -------------- | ------------------------------------- |
| 30 Coins                    | 2021          | 2021           | hợp tác sản xuất với HBO Europe       |
| Big Little Lies             | 2017          | 2019           |                                       |
| Big Love                    | 2006          | 2011           |                                       |
| Boardwalk Empire            | 2010          | 2014           |                                       |
| Carnivàle                   | 2003          | 2005           |                                       |
| Deadwood                    | 2004          | 2006           |                                       |
| Five Days                   | 2007          | 2010           | hợp tác sản xuất với BBC              |
| Game of Thrones             | 2011          | 2019           |                                       |
| Here and Now                | 2018          | 2018           |                                       |
| John from Cincinnati        | 2007          | 2007           |                                       |
| K Street                    | 2003          | 2003           |                                       |
| Lovecraft Country           | 2020          | 2020           |                                       |
| Luck                        | 2011          | 2012           |                                       |
| Maximum Security            | 1984          | 1984           |                                       |
| Oz                          | 1997          | 2003           |                                       |
| Philip Marlowe, Private Eye | 1983          | 1986           |                                       |
| Rome                        | 2005          | 2007           | hợp tác sản xuất với BBC Two và Rai 2 |
| Six Feet Under              | 2001          | 2005           |                                       |
| Tell Me You Love Me         | 2007          | 2007           |                                       |
| The Deuce                   | 2017          | 2019           |                                       |
| The Leftovers               | 2014          | 2017           |                                       |
| The Newsroom                | 2012          | 2014           |                                       |
| The Outsider                | 2020          | 2020           |                                       |
| The Sopranos                | 1999          | 2007           |                                       |
| The Wire                    | 2002          | 2008           |                                       |
| Treme                       | 2010          | 2013           |                                       |
| True Blood                  | 2008          | 2014           |                                       |
| Vinyl                       | 2016          | 2016           |                                       |
| We Are Who We Are           | 2020          | 2020           | hợp tác sản xuất với Sky Atlantic     |

### Hài
| Tiêu đề                            | Phát sóng đầu | Phát sóng cuối | Ghi chú                                                  |
| ---------------------------------- | ------------- | -------------- | -------------------------------------------------------- |
| 1st & Ten                          | 1984          | 1991           |                                                          |
| Angry Boys                         | 2011          | 2011           | hợp tác sản xuất với Australian Broadcasting Corporation |
| Arliss                             | 1996          | 2002           |                                                          |
| Ballers                            | 2015          | 2019           |                                                          |
| Bored to Death                     | 2009          | 2011           |                                                          |
| Betty                              | 2020          | 2021           |                                                          |
| Camping                            | 2018          | 2018           |                                                          |
| Crashing                           | 2017          | 2019           |                                                          |
| Da Ali G Show                      | 2003          | 2004           |                                                          |
| Divorce                            | 2016          | 2019           |                                                          |
| Dream On                           | 1990          | 1996           |                                                          |
| Eastbound & Down                   | 2009          | 2013           |                                                          |
| Encyclopedia Brown                 | 1989          | 1990           |                                                          |
| Enlightened                        | 2011          | 2013           |                                                          |
| Entourage                          | 2004          | 2011           |                                                          |
| Extras                             | 2005          | 2007           | hợp tác sản xuất với BBC                                 |
| Family Tree                        | 2013          | 2013           | hợp tác sản xuất với BBC Two                             |
| Flight of the Conchords            | 2007          | 2009           |                                                          |
| Funny or Die Presents              | 2010          | 2011           |                                                          |
| Getting On                         | 2013          | 2015           |                                                          |
| Girls                              | 2012          | 2017           |                                                          |
| Hardcore TV                        | 1992          | 1994           |                                                          |
| Hello Ladies                       | 2013          | 2014           |                                                          |
| High Maintenance                   | 2016          | 2020           |                                                          |
| How to Make It in America          | 2010          | 2011           |                                                          |
| Hung                               | 2009          | 2011           |                                                          |
| Ja'mie: Private School Girl        | 2013          | 2013           | hợp tác sản xuất với Australian Broadcasting Corporation |
| Life's Too Short                   | 2012          | 2013           | hợp tác sản xuất với BBC Two                             |
| Little Britain USA                 | 2008          | 2008           |                                                          |
| Looking                            | 2014          | 2016           |                                                          |
| Lucky Louie                        | 2006          | 2006           |                                                          |
| Mr. Show with Bob and David        | 1995          | 1998           |                                                          |
| Not Necessarily the News           | 1983          | 1990           |                                                          |
| Run                                | 2020          | 2020           |                                                          |
| Sally4Ever                         | 2018          | 2018           | hợp tác sản xuất với Sky Atlantic                        |
| Sex and the City                   | 1998          | 2004           |                                                          |
| Silicon Valley                     | 2014          | 2019           |                                                          |
| Tenacious D                        | 1997          | 2000           |                                                          |
| The Baby-Sitters Club              | 1990          | 1990           |                                                          |
| The Boring Life of Jacqueline      | 2012          | 2012           |                                                          |
| The Brink                          | 2015          | 2015           |                                                          |
| The Comeback                       | 2005          | 2014           |                                                          |
| The High Life                      | 1996          | 1996           |                                                          |
| The Kids in the Hall               | 1989          | 1995           |                                                          |
| The Larry Sanders Show             | 1992          | 1998           |                                                          |
| The Mind of the Married Man        | 2001          | 2002           |                                                          |
| The Neistat Brothers               | 2010          | 2010           |                                                          |
| The No. 1 Ladies' Detective Agency | 2009          | 2009           | hợp tác sản xuất với BBC                                 |
| Togetherness                       | 2015          | 2016           |                                                          |
| Tracey Takes On...                 | 1996          | 1999           |                                                          |
| Unscripted                         | 2005          | 2005           |                                                          |
| Veep                               | 2012          | 2019           |                                                          |
| Vice Principals                    | 2016          | 2017           |                                                          |

### Tuyển tập
| Tiêu đề                         | Phát sóng đầu | Phát sóng cuối | Ghi chú                           |
| ------------------------------- | ------------- | -------------- | --------------------------------- |
| Folklore                        | 2019          | 2019           | hợp tác sản xuất với HBO Asia     |
| Hotel Room                      | 1993          | 1993           |                                   |
| Lifestories: Families in Crisis | 1992          | 1996           |                                   |
| Perversions of Science          | 1997          | 1997           |                                   |
| Room 104                        | 2017          | 2020           |                                   |
| Tales from the Crypt            | 1989          | 1996           |                                   |
| The Hitchhiker                  | 1983          | 1987           | hợp tác sản xuất với First Choice |
| The Ray Bradbury Theater        | 1985          | 1986           |                                   |
| True Detective                  | 2014          | 2019           |                                   |

### Phim ngắn tập
| Tiêu đề                    | Năm phát sóng | Ghi chú                                              |
| -------------------------- | ------------- | ---------------------------------------------------- |
| All the Rivers Run         | 1984          | hợp tác sản xuất với Seven Network                   |
| Angels in America          | 2003          |                                                      |
| Band of Brothers           | 2001          |                                                      |
| Beartown                   | 2021          | hợp tác sản xuất với HBO Europe                      |
| Catherine the Great        | 2019          | hợp tác sản xuất với Sky Atlantic                    |
| Chernobyl                  | 2019          | hợp tác sản xuất với Sky Atlantic                    |
| Elizabeth I                | 2005          | hợp tác sản xuất với Channel 4                       |
| Empire Falls               | 2005          |                                                      |
| From the Earth to the Moon | 1998          |                                                      |
| Generation Kill            | 2008          |                                                      |
| Gunpowder                  | 2017          | hợp tác sản xuất với BBC One                         |
| House of Saddam            | 2008          | hợp tác sản xuất với BBC                             |
| I Know This Much Is True   | 2020          |                                                      |
| I May Destroy You          | 2020          | hợp tác sản xuất với BBC One                         |
| John Adams                 | 2008          |                                                      |
| Jonah from Tonga           | 2014          | hợp sản xuất với Australian Broadcasting Corporation |
| Laetitia                   | 2021          |                                                      |
| Landscapers                | 2021          | hợp tác sản xuất với Sky Atlantic                    |
| Laurel Avenue              | 1993          |                                                      |
| Mare of Easttown           | 2021          |                                                      |
| Mildred Pierce             | 2011          |                                                      |
| Mosaic                     | 2018          |                                                      |
| Mrs. Fletcher              | 2019          |                                                      |
| Olive Kitteridge           | 2014          |                                                      |
| Our Boys                   | 2019          |                                                      |
| Parade's End               | 2013          | hợp tác sản xuất với BBC và VRT                      |
| Patria                     | 2020          | hợp tác sản xuất với HBO Europe                      |
| Scenes from a Marriage     | 2021          |                                                      |
| Sharp Objects              | 2018          |                                                      |
| Show Me a Hero             | 2015          |                                                      |
| Tanner '88                 | 1988          |                                                      |
| The Casual Vacancy         | 2015          | hợp tác sản xuất với BBC One                         |
| The Corner                 | 2000          |                                                      |
| The Far Pavilions          | 1984          |                                                      |
| The Investigation          | 2021          | hợp tác sản xuất với HBO Europe                      |
| The New Pope               | 2020          | hợp tác sản xuất với Sky Atlantic và Canal+          |
| The Night Of               | 2016          |                                                      |
| The Pacific                | 2010          |                                                      |
| The Plot Against America   | 2020          |                                                      |
| The Seekers                | 1979          |                                                      |
| The Third Day              | 2020          | hợp tác sản xuất với Sky Atlantic                    |
| The Undoing                | 2020          |                                                      |
| The Young Pope             | 2017          | hợp tác sản xuất với Sky Atlantic và Canal+          |
| Tsunami: The Aftermath     | 2006          | hợp tác sản xuất với BBC                             |
| Watchmen                   | 2019          |                                                      |
| Years and Years            | 2019          | hợp tác sản xuất với BBC                             |

### Hoạt hình

#### Hoạt hình người lớn
| Tiêu đề                 | Phát sóng đầu | Phát sóng cuối | Ghi chú                        |
| ----------------------- | ------------- | -------------- | ------------------------------ |
| Animals                 | 2016          | 2018           |                                |
| Spicy City              | 1997          | 1997           |                                |
| The Life & Times of Tim | 2008          | 2012           |                                |
| The Ricky Gervais Show  | 2010          | 2012           | hợp tác sản xuất với Channel 4 |
| Todd McFarlane's Spawn  | 1997          | 1999           |                                |

#### Trẻ em & Gia đình
| Tiêu đề                                         | Phát sóng đầu | Phát sóng cuối | Ghi chú                                                                    |
| ----------------------------------------------- | ------------- | -------------- | -------------------------------------------------------------------------- |
| 30 by 30: Kid Flicks                            | 1999          | 2001           |                                                                            |
| A Little Curious                                | 1998          | 2000           |                                                                            |
| Animated Tales of the World                     | 2001          | 2006           | hợp tác sản xuất với Channel 4                                             |
| Anthony Ant                                     | 1999          | 2001           | hợp tác sản xuất với YTV                                                   |
| Crashbox                                        | 1999          | 2000           |                                                                            |
| Esme & Roy                                      | 2018          | 2019           | hợp tác sản xuất với Treehouse TV                                          |
| Fraggle Rock                                    | 1983          | 1987           | hợp tác sản xuất với Television South và Canadian Broadcasting Corporation |
| Freshman Year                                   | 2001          | 2001           |                                                                            |
| George and Martha                               | 1999          | 2000           | hợp tác sản xuất với YTV                                                   |
| Happily Ever After: Fairy Tales for Every Child | 1995          | 2000           |                                                                            |
| Harold and the Purple Crayon                    | 2001          | 2002           |                                                                            |
| HBO Storybook Musicals                          | 1987          | 1994           |                                                                            |
| I Spy                                           | 2002          | 2004           |                                                                            |
| Rainbow Fish                                    | 1999          | 2004           | hợp tác sản xuất với Teletoon                                              |
| Stuart Little: The Animated Series              | 2002          | 2003           |                                                                            |
| Tales from the Neverending Story                | 1996          | 2000           |                                                                            |
| The Adventures of Paddington Bear               | 1998          | 2000           |                                                                            |
| The Country Mouse and the City Mouse Adventures | 1998          | 2001           | hợp tác sản xuất với France 3                                              |
| The Little Lulu Show                            | 1995          | 1999           | hợp tác sản xuất với Family Channel                                        |
| The Neverending Story                           | 1995          | 1996           |                                                                            |
| The Real Story of...                            | 1991          | 1994           | hợp tác sản xuất với CTV Television Network                                |

### Không có bản viết sẵn

#### Phim tài liệu
| Tiêu đề                                           | Phát sóng đầu | Phát sóng cuối |
| ------------------------------------------------- | ------------- | -------------- |
| Black And Missing                                 | 2021          | 2021           |
| Pray, Obey, Kill                                  | 2021          | 2021           |
| Allen v. Farrow                                   | 2021          | 2021           |
| America Undercover                                | 1983          | 2006           |
| Atlanta's Missing and Murdered: The Lost Children | 2020          | 2020           |
| Autopsy                                           | 1994          | 2008           |
| Beautiful, Baby, Beautiful                        | 1980          | 1981           |
| Cathouse: The Series                              | 2004          | 2008           |
| Catch and Kill: The Podcast Tapes                 | 2021          | 2021           |
| The Cost of Winning                               | 2020          | 2020           |
| Dane Cook's Tourgasm                              | 2006          | 2006           |
| Exterminate All the Brutes                        | 2021          | 2021           |
| Family Bonds                                      | 2004          | 2004           |
| G String Divas                                    | 2000          | 2000           |
| I'll Be Gone in the Dark                          | 2020          | 2020           |
| Kindergarten                                      | 2001          | 2001           |
| Level Playing Field                               | 2021          | 2021           |
| Masterclass                                       | 2010          | 2014           |
| McMillions                                        | 2020          | 2020           |
| Murder on Middle Beach                            | 2020          | 2020           |
| NYC Epicenters 9/11→2021½                         | 2021          | 2021           |
| Nuclear Family                                    | 2021          | 2021           |
| On Tour with Asperger's Are Us                    | 2019          | 2019           |
| Pornucopia                                        | 2004          | 2004           |
| Project Greenlight                                | 2001          | 2015           |
| Real Sex                                          | 1992          | 2009           |
| Sonic Highways                                    | 2014          | 2014           |
| Taxicab Confessions                               | 1995          | 2006           |
| Time Was...                                       | 1979          | 1980           |
| Yesteryear                                        | 1982          | 1982           |
| The Jinx                                          | 2015          | 2015           |
| The Defiant Ones                                  | 2017          | 2017           |
| The Lady and the Dale                             | 2021          | 2021           |
| Vice                                              | 2013          | 2018           |
| Wyatt Cenac's Problem Areas                       | 2018          | 2019           |
| Q: Into the Storm                                 | 2021          | 2021           |
| Small Town News: KPVM Pahrump                     | 2021          | 2021           |

#### Tạp kỹ
| Tiêu đề                               | Phát sóng đầu | Phát sóng cuối |
| ------------------------------------- | ------------- | -------------- |
| After the Thrones                     | 2016          | 2016           |
| Any Given Wednesday with Bill Simmons | 2016          | 2016           |
| Backstage in Hollywood                | 1979          | 1980           |
| Braingames                            | 1983          | 1985           |
| Classical Baby                        | 2005          | 2008           |
| Crashbox                              | 1999          | 2001           |
| Def Comedy Jam                        | 1992          | 2008           |
| Def Poetry Jam                        | 2002          | 2007           |
| Dennis Miller Live                    | 1994          | 2002           |
| Down and Dirty with Jim Norton        | 2008          | 2008           |
| Encyclopedia                          | 1988          | 1989           |
| HBO Comedy Half-Hour                  | 1994          | 1999           |
| Joe Buck Live                         | 2009          | 2009           |
| Martha's Attic                        | 1974          | 1976           |
| On Location                           | 1976          | 1985           |
| One Night Stand                       | 1989          | 2005           |
| Reverb                                | 1997          | 2001           |
| Sesame Street                         | 2016          | 2020           |
| Standing Room Only                    | 1976          | 1982           |
| The Chris Rock Show                   | 1997          | 2000           |
| Vice News Tonight                     | 2016          | 2019           |
| Video Jukebox                         | 1981          | 1986           |

#### Thể thao
| Tiêu đề                           | Phát sóng đầu | Phát sóng cuối |
| --------------------------------- | ------------- | -------------- |
| Boxing After Dark                 | 1996          | 2018           |
| Costas Now                        | 2005          | 2009           |
| HBO World Championship Boxing     | 1973          | 2018           |
| Inside the NFL                    | 1977          | 2008           |
| KO Nation                         | 2000          | 2001           |
| On Freddie Roach                  | 2012          | 2012           |
| On the Record with Bob Costas     | 2001          | 2004           |
| Race for the Pennant              | 1978          | 1992           |
| Seeing America With Megan Rapinoe | 2020          | 2020           |
| Wimbledon Tennis                  | 1975          | 1999           |